# Yoseikan-ryū
Yoseikan Karate (養正館空手) és un variant de l'estil de karate shotokan desenvolupat a la prefectura de Shizuoka, Japó sota la direcció de Minoru Mochizuki (望月 稔).
Minoru Mochizuki, va entrenar sobre la tutelar de Gichin Funakoshi, qui introduí el karate al Japó el 1921. En la dècada de 1970, Minoru formalitzà els seus propis: Yoseikan Budo, aikido, judo, Tenshin Shoden Katori Shinto-ryu, jujutsu, kobudo, iaido, kendo, jojutsu, and kempo. Unes poques d'escoles a tot el món s'han obert centrant-se en l'aspecte tradicional del karate Yoseikan.